# Michel Thomass
Pour les articles homonymes, voir Thomass.
Michel Thomass est un acteur français d'origine russe né le 21 août 1905 à Moscou et mort le 18 décembre 1979 dans le 15e arrondissement de Paris.

## Biographie
Reconnaissable par son physique imposant, son crâne chauve et sa moustache, Michel Thomass est notamment connu pour ses petits rôles au cinéma et son travail pour la publicité. Il a tourné dans une soixantaine de films et séries télé entre 1956 et 1977.
Il obtient son premier rôle majeur dans La Valse du Gorille en 1959 dans lequel il incarne l'agent secret russe. Le réalisateur Bernard Borderie le fera tourner dans trois autres de ses films dont Angélique et le Roy en 1966. Habitué à jouer des rôles d'étrangers, André Hunebelle fera appel à cinq reprises à lui. On le remarque en effet en client russe dans Furia à Bahia pour OSS 117 en 1965 et en maharadjah dans Fantomas contre Scotland Yard en 1966.
Il apparaît dans quelques films américains dont Charade en 1963 où il joue face à Audrey Hepburn. Il retrouve l'actrice l'année suivante dans Deux Têtes folles où il donne la réplique à William Holden. Entre 1966 et 1969, il apparaît dans trois films réalisés par Terence Young.
Il meurt le 18 décembre 1979 en son domicile dans le 15e arrondissement de Paris, et, est enterré au cimetière des Mesnuls.

### Vie familiale
Mariée à Marie Bientz (1921-1998), père de 3 enfants, Bruce, Jérôme et Anne. Il est le beau-père de Chantal Thomass.

## Filmographie

### Cinéma
- 1956 : Trapèze de Carol Reed : le maître du ring
- 1957 : Vive les vacances de Jean-Marc Thibault
- 1957 : Comme un cheveu sur la soupe de Maurice Régamey : le violoniste du cabaret russe
- 1957 : Marchands de filles de Maurice Cloche : un client de la boîte de nuit
- 1958 : Gigi de Vincente Minnelli
- 1958 : Le Désordre et la Nuit de Gilles Grangier : un invité chez Valentine
- 1958 : Pourquoi viens-tu si tard ? d'Henri Decoin
- 1958 : Qu'est-ce que maman comprend à l'amour ? (The Reluctant Debutante) de Vincente Minnelli
- 1958 : À pied, à cheval et en Spoutnik de Jean Dréville
- 1958 : Julie la Rousse de Claude Boissol : le costaud du cirque
- 1958 : Les Motards de Jean Laviron
- 1958 : Le Joueur de Claude Autant-Lara : un joueur
- 1959 : Asphalte de Hervé Bromberger : un client
- 1959 : Un témoin dans la ville d'Édouard Molinaro : le client de la prostituée
- 1959 : La Valse du Gorille de Bernard Borderie : Boris Almazian, l'agent russe
- 1960 : Les Héritiers de Jean Laviron : un homme qui meurt étouffé
- 1960 : Comment qu'elle est ? de Bernard Borderie : un homme à la Pomme d'Or
- 1960 : Le Capitan d'André Hunebelle : le bourreau
- 1960 : Candide ou l'Optimisme au XXe siècle  de Norbert Carbonnaux : le chauffeur russe
- 1960 : Le Caïd de Bernard Borderie : le chauffeur russe
- 1961 : Les Livreurs de Jean Girault
- 1961 : Tintin et le Mystère de la Toison d'or de Jean-Jacques Vierne : Yéfime, un homme de main
- 1962 : Le Gentleman d'Epsom de Gilles Grangier : le chanteur russe de la boîte de nuit
- 1962 : L'Abominable Homme des douanes de Marc Allégret : Adhémar
- 1963 : Charade de Stanley Donen : le conducteur de l'ambassade
- 1964 : La Chasse à l'homme d'Édouard Molinaro : le restaurateur grec
- 1964 : Fifi la plume d'Albert Lamorisse
- 1964 : Des frissons partout de Raoul André : le masseur du hammam
- 1964 : Deux Têtes folles (Paris when it sizzles) de Richard Quine
- 1964 : Les Gorilles de Jean Girault : le garde du Rhâ-Té
- 1964 : Patate de Robert Thomas : un maître d'hôtel
- 1965 : Angélique et le Roy de Bernard Borderie : M. de Bonchef
- 1965 : Furia à Bahia pour OSS 117 d'André Hunebelle : le client russe
- 1965 : Pleins feux sur Stanislas de Jean-Charles Dudrumet : l'homme qui se fait assomer
- 1966 : Fantomas contre Scotland Yard d'André Hunebelle : le maharadjah
- 1966 : Opération Opium (The poppy is also a flower) de Terence Young : le maître du Night-Club
- 1966 : La Fantastique Histoire vraie d'Eddie Chapman (Triple Cross) de Terence Young : un Polonais
- 1968 : Goto, l'île d'amour de Walerian Borowczyk : Gra
- 1968 : Sous le signe de Monte-Cristo d'André Hunebelle : le chirurgien
- 1969 : L'Arbre de Noël de Terence Young : l'ami corse de Verdun
- 1969 : Aux frais de la princesse de Roland Quignon
- 1972 : Tintin et le Lac aux requins (dessin animé) de Raymond Leblanc : uniquement la voix
- 1973 : Le Magnifique de Philippe de Broca : le faux pope
- 1974 : Les Quatre Charlots mousquetaires d'André Hunebelle

### Télévision
- 1965 : Des inconnus sous le soleil, de Jacques Manlay (téléfilm) : Joseph
- 1966 : Rouletabille, feuilleton télévisé, épisode Rouletabille chez le Tsar de Jean-Charles Lagneau : Dimitri
- 1966 : Marie Tudor (téléfilm) d'Abel Gance : le batelier
- 1967 : Marion Delorme (téléfilm) : le bourreau
- 1967 : Les Aventures de Huckleberry Finn de Marcel Cravenne (téléfilm) : Turner
- 1968 : La Prunelle de Edmond Tyborowski (série télévisée) : l'infirmier
- 1969 : Les Eaux mêlées (téléfilm)
- 1969 : Minouche (série télévisée) : Dimitri
- 1970 : La Brigade des maléfices, épisode Les dents d'Alexis de Claude Guillemot (série télévisée) : Joe Attla
- 1970 : Ça vous arrivera demain de Jean Laviron (téléfilm) : le représentant en jouets
- 1971 : Shéhérazade (téléfilm) : Abd-El-Malek
- 1972 : La Demoiselle d'Avignon de Michel Wyn (série télévisée)
- 1973 : L'Alphomega de Lazare Iglesis (mini-série) : l'acteur
- 1973 : Arsène Lupin de Jean-Pierre Desagnat, épisode Le mystère de Gesvres
- 1975 : Splendeurs et misères des courtisanes de Maurice Cazeneuve (mini-série) : l'ambassadeur slave
- 1976 : Le Siècle des lumières (téléfilm) : l'eunuque
- 1977 : Minichronique (série télévisée) : le passager aspergé

## Théâtre
- 1960 : Le Mobile d'Alexandre Rivemale, mise en scène Jean-Pierre Grenier, Théâtre Fontaine